# Carrer Sant Pau (Vilassar de Mar)
|  | Per a altres significats, vegeu «Carrer Sant Pau (desambiguació)». |

El Carrer Sant Pau és un carrer del municipi de Vilassar de Mar (Maresme) que conté diversos edificis que formen part de l'Inventari del Patrimoni Arquitectònic de Catalunya. El carrer de Sant Pau és una de les façanes marítimes més interessants del Maresme, la majoria dels edificis reformaren les seves façanes entre finals del segle xix i el segle xx. Totes elles tenen un jardí davanter.

## Cases del carrer de Sant Pau
Un conjunt d'edificacions format per 18 cases està inclòs en l'Inventari del Patrimoni Arquitectònic de Catalunya perquè forma una de les façanes marítimes més interessants del Maresme. Totes miren al mar, són de planta baixa i un o dos pisos i tenen una eixida posterior i un pati o jardinet davanter tancat per una reixa. Malgrat que no siguin del mateix estil arquitectònic, mantenen una certa homogeneïtat en el conjunt. En realitat es tracta de cases antigues de les quals es feu una reforma de la façana.
La majoria dels edificis reformaren les seves façanes entre finals del segle xix i començaments del segle xx. Són el prototipus de cases considerades d'estiueig i que des de l'inici han gaudit de gran prestigi entre la població de la vila. Aquest grup de cases formava un interessant conjunt amb el passeig de les palmeres, que fou eliminat amb l'ampliació de la N-II.

## Número 7 (Can Matamala)

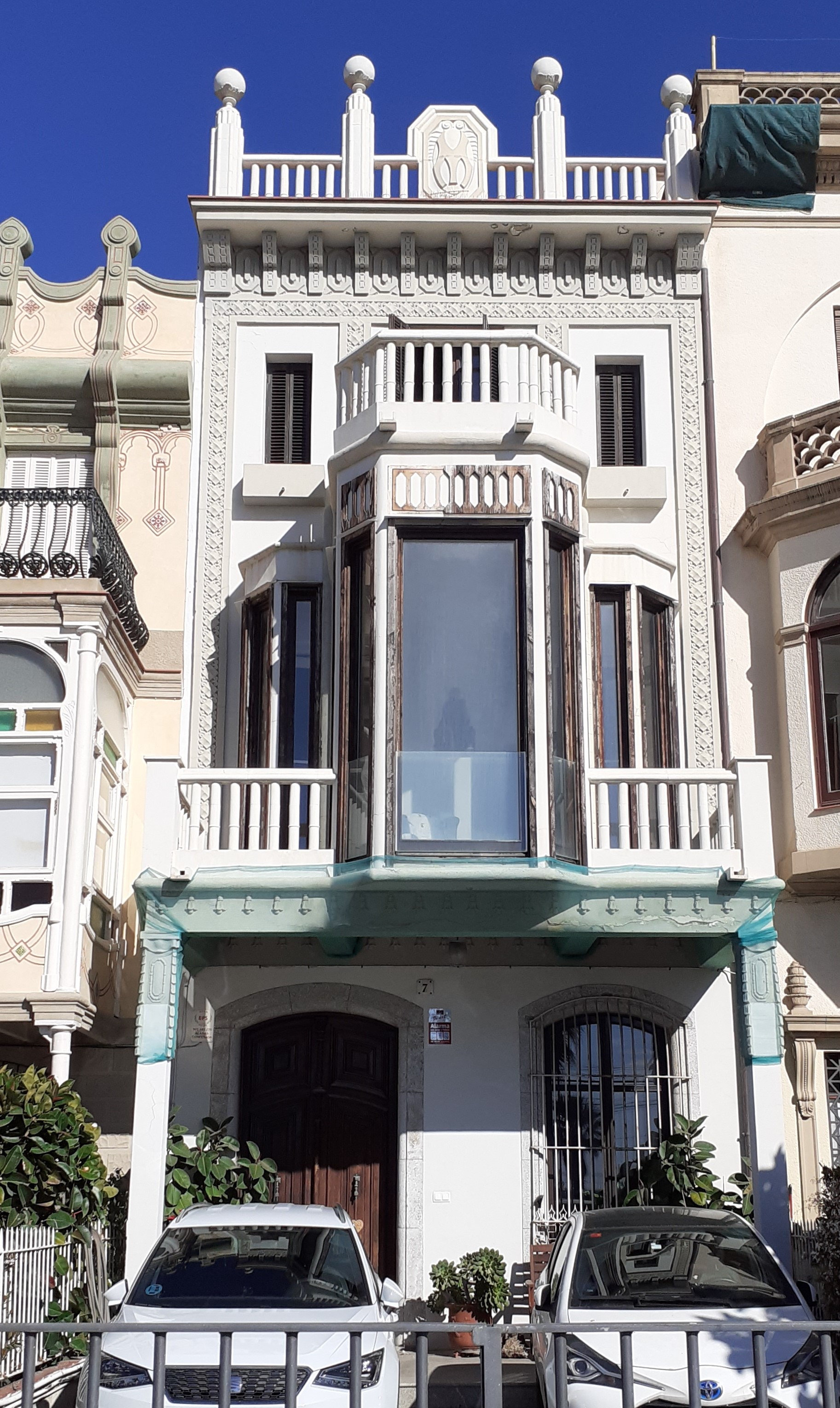
Can Matamala

### Descripció
L'edifici del número 7 forma part de manera individual en l'Inventari del Patrimoni Arquitectònic de Catalunya. És un edifici civil de planta baixa, dos pisos i un terrat. A l'altura del primer pis sobresurt una gran tribuna suportada per pilars. El que més destaca del conjunt és l'ús ornamental de la ceràmica, especialment la rajola blanca que recobreix la major part dels elements que el formen: balustrades, murs, garlandes decoratives, pilars, etc. L'edifici queda rematat a la part superior amb elements de ceràmica de color blanc: una cornisa suportada per mènsules, una balustrada amb quatre pinacles coronats amb boles i unes sanefes decoratives que perfilen el conjunt. Hi ha un pati frontal tancat amb una reixa de ferro. Aquesta casa fou restaurada vers 1916.

### Història
Reforma integral d'una antiga casa de cós realitzada per l'arquitecte Eduard Ferrés i Puig a partir d'un projecte iniciat l'any 1916 per encàrrec de la família Matamala.
La família Matamala, al principi eren fusters i mestres d'aixa i posteriorment van esdevenir naviliers. El primer representant de la família, a Vilassar de Mar, és el fuster Joan Matamala natural d'Arenys de Mar. Un fill seu, de nom Anicet Matamala, conegut amb l'apel·latiu ‘Nicetu’, va fer reformar aquesta casa en l'espai que ocupava una antiga casa de cós, que ja havia estat reformada (cap a mitjans del segle xix) i tenia planta baixa i dos pisos.

## Número 17 (Can Ferrés i Puig)

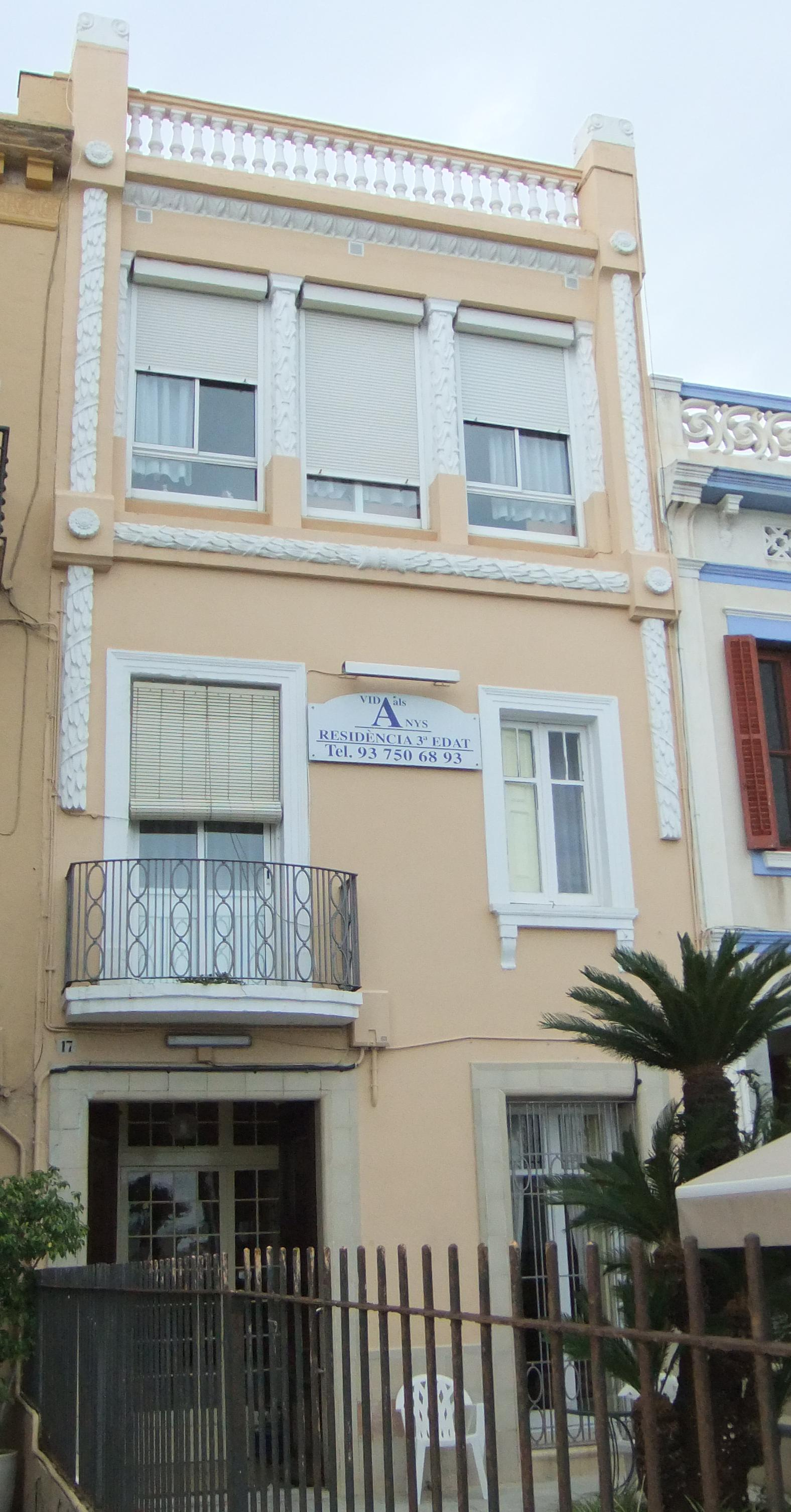
Edifici número 17 del carrer Sant Pau.

### Descripció
L'edifici del número 17 forma part de manera individual en l'Inventari del Patrimoni Arquitectònic de Catalunya. És un edifici civil de planta baixa, dos pisos i terrat. És un antic edifici al qual se li ha reformat la façana. En el conjunt destaca l'ús ornamental de la terracota, especialment en les garlandes que perfilen tot el pis superior de l'edifici i que separen el finestral superior en tres parts (les garlandes són de tipus lineal i defugen de les línies corbes). Hi ha un jardí o pati davanter tancat per una original reixa de ferro, amb el coronament esglaonat.
El carrer de Sant Pau és una de les façanes marítimes més interessants del Maresme, La majoria dels edificis reformaren les seves façanes entre finals del segle xix i el segle xx. Totes elles tenen un jardí davanter. Aquesta casa fou restaurada vers 1916.

### Història
Reforma integral d'una antiga casa de cós realitzada per l'arquitecte Eduard Ferrés i Puig a partir d'un projecte iniciat l'any 1916.
L'any anterior el propi arquitecte havia comprat la casa per tal de fer-ne la seva llar al seu poble natal. Aquesta casa havia estat molts anys la ‘Fonda de Can Canà’ i també prengué el nom de fonda ‘Las Flores'. Al segon pis, Eduard Ferrés, s'hi feu el seu estudi d'arquitectura amb uns grans finestrals que ocupen tota la façana per tal d'aprofitar bé la llum natural.
Com a prova visible que aquesta casa fou on ell residí queden els picaportes de ferro amb el seu anagrama ‘E. F. P.’. Cap al 1920 feu uns dibuixos d'oficis que serviren per a fer un arrimador d'estuc planxat, de gran vàlua artística, que decora tota la planta baixa.